# Bonncampus 96,8
Bonncampus 96,8 war ein Studierendenradio an der Rheinischen Friedrich-Wilhelms-Universität Bonn und der Hochschule Bonn-Rhein-Sieg. Es hat auf der UKW-Frequenz 96,8 MHz mit 500 Watt gesendet und war im Stadtgebiet von Bonn, sowie in einigen Teilen des Rhein-Sieg-Kreises zu hören. Die Antenne befindet sich aktuell auf dem Dach der ehemaligen Pädagogischen Fakultät der Universität Bonn. Zusätzlich zum UKW-Betrieb wurde in den Sendezeiten ein Webstream angeboten. Am 5. Juli 2013 fusionierte bonncampus 96,8 mit dem zweiten aus Bonn sendenden Campusradio zum derzeit einzigen Campusradio aus Bonn, bonnFM.

## Verein und Sender
Der Sender bonncampus 96,8 wurde unterstützt und finanziert durch seinen Trägerverein bonncampus 96,8 e.V. Der Trägerverein verwaltete die Gelder des Senders, sorgte für die Absprachen mit der Universität Bonn, sowie anderen Institutionen im Bereich Radio, Ausbildung, Sponsoring und Medien und war der Lizenznehmer.
Alle Mitarbeiter des Senders bonncampus 96,8 waren Mitglieder des Trägervereins. Diese Reglung war in der Satzung des Vereins festgeschrieben und durch die Lizenz der Landesanstalt für Medien (NRW) bestätigt worden. Grundsätzlich war es jedem Studierenden der Universität Bonn und der Hochschule Bonn Rhein-Sieg möglich dem Sender und Verein beizutreten.
Der Sender hat sich durch fünf Redaktionen organisiert: Wortredaktion, Musikredaktion, Nachrichtenredaktion, Onlineredaktion und Ausbildungsredaktion, die alle mit ihrer Arbeit zum Radiobetrieb beigetragen haben.

## Programm
Das Programm von bonncampus 96,8 war nach dem Vorbild der öffentlich-rechtlichen und privaten Sender strukturiert. Dabei kamen Programmschienen zum Einsatz, die dafür sorgen, dass kontinuierlich jeden Tag zur selben Zeit die gleichen Sendungen ausgestrahlt wurden. Im Programm waren sowohl klassische Morgenformate, wie auch Spezialsendungen am Abend enthalten. Letztere beschäftigten sich mit Themen aus Politik und Gesellschaft, Film und Fernsehen, oder Musik.
Der Sender orientierte sich bei seinem Programmkonzept an Elementen der Deutschen Welle und des WDR (darunter vor allem 1Live). Die Sendungen selbst wurden von einem Moderator geleitet, der mit Hilfe des CvDs und Studiogästen die Sendung mit Beiträgen und O-Tönen anreicherte. Die Nachrichten wurden zur vollen und halben Stunde von eigenen Nachrichtensprechern geschrieben und gelesen.

## Geschichte
Bereits ab dem Jahr 2002/2003 wurden erste Sendungen von Radiointeressierten im Rahmen eines Veranstaltungsradios produziert. Nach der Genehmigung für ein Vollzeitprogramm durch die Landesanstalt für Medien fand der offizielle Sendestart am 9. Juli 2005 statt. Die erteilte Lizenz galt für vier Jahre und wurde im Sommer 2009 erneuert.
Im Vorfeld der Erstlizenzierung von 2005 fanden sich sechs Interessenten, unter ihnen der damalige Verein CampusRadio Bonn, die Abteilung Medienwissenschaften der Universität Bonn und die (Fach)Hochschule Bonn Rhein-Sieg zusammen, um über einen möglichen Radiobetrieb am Standort Bonn zu sprechen. Aufgrund unterschiedlicher Sendekonzepte kam es durch Moderation der Landesanstalt für Medien schließlich zu einem sogenannten Frequenzsplitting.
Mit der Lizenzverlängerung im Sommer 2009 schlossen sich mehrere Gruppen zusammen. Aus CampusRadio Bonn e.V., Radio Sternwarte [96,8] – angebunden an das Institut für Kommunikationswissenschaften – und FH-Radio – angebunden an die Hochschule Bonn-Rhein-Sieg – wurde bonncampus 96,8. Der neue Sender bestreitet sein Programm von zwei Standorten: Der Universität Bonn, und der Hochschule Bonn-Rhein-Sieg.
Am 19. Oktober 2009 startete zusätzlich die Onlineplattform bonncampus.fm. Diese dient der zusätzlichen Online-Berichterstattung und soll das Angebot erweitern.
Zum 5. Juli 2013 ging der Trägerverein von Bonncampus 96,8 zusammen mit radio96acht Bonn, dem zweiten noch aus Bonn sendenden Campusradio, im neuen Verein bonnFM auf.
In der Geschichte des Senders wurde das Redaktionsteam von bonncampus 96,8 mit unterschiedlichen Auszeichnungen geehrt. 2009 gewannen die Radiofunker den W(ahl)-Award der Bundeszentrale für politische Bildung (bpb). Die Feature-Redaktion erhielt 2010 den LfM-Bürgermedienpreis für das Radio-Feature "Was wäre das Leben ohne den Tod?". Im darauffolgenden Jahr konnte sich bonncampus 96,8 in den Kategorien "Kreative Programmleistung" und "Sonderpreis der Jury" des LfM-Campusradiopreises 2011 durchsetzen.
Nominierungen für den Alternativen Medienpreis in der Sparte "Audio" gab es in den Jahren 2011 und 2012.

## Bonner Radiogruppen
Zwei Gruppen teilten sich drei Studios:
- bonncampus 96,8 – Studio Alte Sternwarte sowie Studio Hochschule Bonn-Rhein-Sieg
- radio96acht Bonn – Studio Lennestraße

Der neue Sender bonnFM übernahm zunächst das Studio in der Alten Sternwarte, sendet inzwischen aber aus einem neuen Studio an der Adenauerallee.